# Zeslandentoernooi 2015 (mannen)

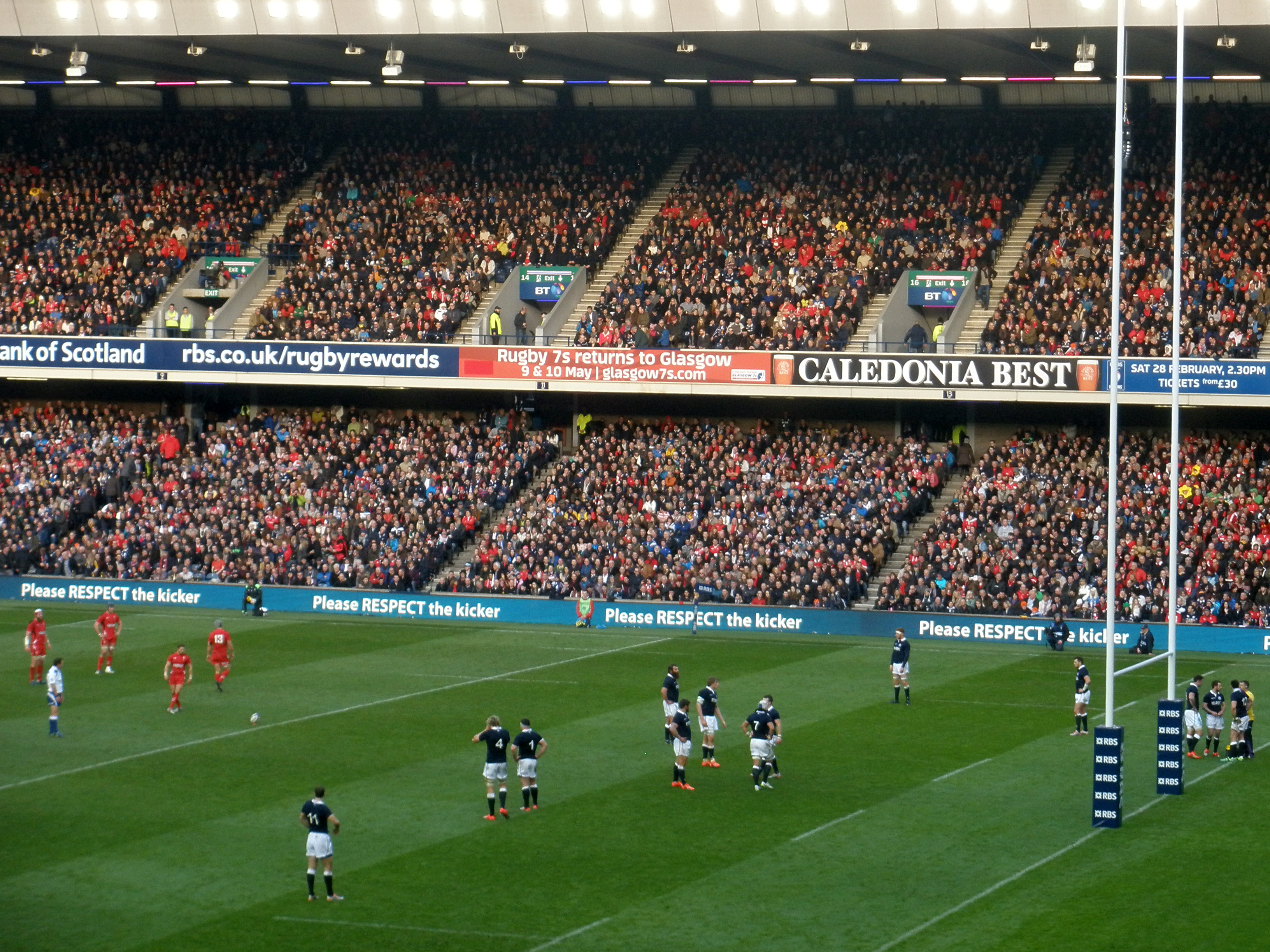
De rugbyteams Schotland en Wales (2015)

De zestiende editie van het Zeslandentoernooi voor mannen van de Rugby Union werd gespeeld van 6 februari tot en met en 21 maart 2015 tussen de rugbyteams van Engeland, Frankrijk, Italië, Schotland, Wales en het Iers rugbyteam (het team dat zowel de Republiek Ierland als Noord-Ierland vertegenwoordigt in internationale wedstrijden). Ierland verdedigde zijn titel. Er werd gestreden om een nieuw ontworpen trofee.

## Deelnemende landen
| Land      | Stadion             | Capaciteit | Stad      | Coach                | Aanvoerder        |
| --------- | ------------------- | ---------- | --------- | -------------------- | ----------------- |
| Engeland  | Twickenham          | 82.000     | Londen    | Stuart Lancaster     | Chris Robshaw     |
| Frankrijk | Stade de France     | 81.338     | Parijs    | Philippe Saint-André | Thierry Dusautoir |
| Ierland   | Aviva Stadium       | 51.700     | Dublin    | Joe Schmidt          | Paul O'Connell    |
| Italië    | Stadio Olimpico     | 73.261     | Rome      | Jacques Brunel       | Sergio Parisse    |
| Schotland | Murrayfield Stadium | 67.144     | Edinburgh | Vern Cotter          | Greig Laidlaw     |
| Wales     | Millennium Stadium  | 74.500     | Cardiff   | Warren Gatland       | Sam Warburton     |

## Stand
| Positie | Land      | Wedstrijden | Wedstrijden | Wedstrijden | Wedstrijden | Punten | Punten | Punten   | Punten | Tabel Punten |
| Positie | Land      | Gespeeld    | Gewonnen    | Gelijk      | Verloren    | Voor   | Tegen  | Verschil | Tries  | Tabel Punten |
| ------- | --------- | ----------- | ----------- | ----------- | ----------- | ------ | ------ | -------- | ------ | ------------ |
| 1       | Ierland   | 5           | 4           | 0           | 1           | 119    | 56     | +63      | 8      | 8            |
| 2       | Engeland  | 5           | 4           | 0           | 1           | 157    | 100    | +57      | 18     | 8            |
| 3       | Wales     | 5           | 4           | 0           | 1           | 146    | 93     | +53      | 13     | 8            |
| 4       | Frankrijk | 5           | 2           | 0           | 3           | 103    | 101    | +2       | 9      | 4            |
| 5       | Italië    | 5           | 1           | 0           | 4           | 62     | 182    | −120     | 8      | 2            |
| 6       | Schotland | 5           | 0           | 0           | 5           | 73     | 128    | −55      | 6      | 0            |

## Programma en uitslagen

### Week 1
| 6 februari 2015 20:00 | Wales | 16 – 21 | Engeland | Millennium Stadium, Cardiff Scheidsrechter: Jérôme Garcès |
| 6 februari 2015 20:00 |       |         |          | Millennium Stadium, Cardiff Scheidsrechter: Jérôme Garcès |

| 7 februari 2015 15:30 | Italië | 3 – 26 | Ierland | Stadio Olimpico, Rome Scheidsrechter: Pascal Gaüzère |
| 7 februari 2015 15:30 |        |        |         | Stadio Olimpico, Rome Scheidsrechter: Pascal Gaüzère |

| 7 februari 2015 18:00 | Frankrijk | 15 – 8 | Schotland | Stade de France, Parijs Scheidsrechter: Nigel Owens |
| 7 februari 2015 18:00 |           |        |           | Stade de France, Parijs Scheidsrechter: Nigel Owens |

### Week 2
| 14 februari 2015 15:30 | Engeland | 47 – 17 | Italië | Twickenham Stadium, Londen Scheidsrechter: John Lacey |
| 14 februari 2015 15:30 |          |         |        | Twickenham Stadium, Londen Scheidsrechter: John Lacey |

| 15 februari 2015 18:00 | Ierland | 18 – 11 | Frankrijk | Aviva Stadium, Dublin Scheidsrechter: Wayne Barnes |
| 15 februari 2015 18:00 |         |         |           | Aviva Stadium, Dublin Scheidsrechter: Wayne Barnes |

| 15 februari 2015 16:00 | Schotland | 23 – 26 | Wales | Murrayfield Stadium, Edinburgh Scheidsrechter: Glen Jackson |
| 15 februari 2015 16:00 |           |         |       | Murrayfield Stadium, Edinburgh Scheidsrechter: Glen Jackson |

### Week 3
| 28 februari 2015 15:30 | Schotland | 19 – 22 | Italië | Murrayfield Stadium, Edinburgh Scheidsrechter: George Clancy |
| 28 februari 2015 15:30 |           |         |        | Murrayfield Stadium, Edinburgh Scheidsrechter: George Clancy |

| 28 februari 2015 18:00 | Frankrijk | 13 – 20 | Wales | Stade de France, Parijs Scheidsrechter: Jaco Peyper |
| 28 februari 2015 18:00 |           |         |       | Stade de France, Parijs Scheidsrechter: Jaco Peyper |

| 1 maart 2015 16:00 | Ierland | 19 – 9 | Engeland | Aviva Stadium, Dublin Scheidsrechter: Craig Joubert |
| 1 maart 2015 16:00 |         |        |          | Aviva Stadium, Dublin Scheidsrechter: Craig Joubert |

### Week 4
| 14 maart 2015 15:30 | Wales | 23 – 16 | Ierland | Millennium Stadium, Cardiff Scheidsrechter: Steve Walsh |
| 14 maart 2015 15:30 |       |         |         | Millennium Stadium, Cardiff Scheidsrechter: Steve Walsh |

| 14 maart 2015 18:00 | Engeland | 25 – 13 | Schotland | Twickenham Stadium, Londen Scheidsrechter: Romain Poite |
| 14 maart 2015 18:00 |          |         |           | Twickenham Stadium, Londen Scheidsrechter: Romain Poite |

| 15 maart 2015 16:00 | Italië | 0 – 29 | Frankrijk | Stadio Olimpico, Rome Scheidsrechter: JP Doyle |
| 15 maart 2015 16:00 |        |        |           | Stadio Olimpico, Rome Scheidsrechter: JP Doyle |

### Week 5
| 21 maart 2015 13:30 | Italië | 20 – 61 | Wales | Stadio Olimpico, Rome Scheidsrechter: Chris Pollock |
| 21 maart 2015 13:30 |        |         |       | Stadio Olimpico, Rome Scheidsrechter: Chris Pollock |

| 21 maart 2015 15:30 | Schotland | 10 – 40 | Ierland | Murrayfield Stadium, Edinburgh Scheidsrechter: Jérôme Garcès |
| 21 maart 2015 15:30 |           |         |         | Murrayfield Stadium, Edinburgh Scheidsrechter: Jérôme Garcès |

| 21 maart 2015 18:00 | Engeland | 55 – 35 | Frankrijk | Twickenham Stadium, Londen Scheidsrechter: Steve Walsh |
| 21 maart 2015 18:00 |          |         |           | Twickenham Stadium, Londen Scheidsrechter: Steve Walsh |